# 9092 Nanyang
A 9092 Nanyang (ideiglenes jelöléssel 1995 VU18) a Naprendszer kisbolygóövében található aszteroida.A Beijing Schmidt CCD Asteroid Program keretében fedezték fel 1995. november 4-én.